# مايكل جونز (كاهن)
مايكل جونز (بالإنجليزية: Michael D. Jones)‏ (و. 1822 – 1898 م) هو كاهن، وcollege head ‏ من ويلز، والمملكة المتحدة لبريطانيا العظمى وأيرلندا، توفي عن عمر يناهز 76 عاماً.